# Лост Ривер (Ајдахо)
Лост Ривер (енгл. Lost River) град је у америчкој савезној држави Ајдахо.

## Демографија
По попису из 2010. године број становника је 68, што је 42 (161,5%) становника више него 2000. године.
| Група             | 2000.      | 2010.      |
| Белци             | 18 (69,2%) | 57 (83,8%) |
| Афроамериканци    | 0 (0,0%)   | 2 (2,9%)   |
| Азијати           | 0 (0,0%)   | 0 (0,0%)   |
| Хиспаноамериканци | 8 (30,8%)  | 8 (11,8%)  |
| Укупно            | 26         | 68         |